# Keningau
Keningau ist eine Stadt im malaysischen Bundesstaat Sabah. Sie liegt in der Gebirgsregion der Crocker Ranges im Norden der Insel Borneo. Keningau gehört zum gleichnamigen Distrikt Keningau und liegt 190 Kilometer Fahrstrecke südlich der Hauptstadt Kota Kinabalu. Die Stadt ist Teil des Gebietes Interior Division, das die Distrikte Beaufort, Keningau, Kuala Penyu, Nabawan, Sipitang, Tambunan und Tenom umfasst.

## Geographie
Die Stadt Keningau befindet sich in einem Tal, das im Westen von der Gebirgskette der Crocker Ranges und im Süden und Osten von der Trusmadi-Gebirgskette begrenzt wird.

## Demographie
Die Bevölkerung der Stadt Keningau beträgt laut der letzten Zählung im Jahr 2010 5.565 Einwohner. Sie besteht zu 90 % aus Dusun und Murut, einer zumeist aus Hakkas bestehenden chinesischen Bevölkerungsgruppe von ca. 8 % und verschiedenen Minderheiten indigener Gruppen.

## Geschichte
Der Name von Keningau leitet sich vom Javanesischen Zimtbaum (Cinnamomun burmannii) ab, der im lokalen Dialekt als „Koningau“ bezeichnet wird. Auf Malaiisch heißt der Baum Kayu Manis und er wird auch als „König der Gewürze“ bezeichnet. Der Handel mit der Rinde des Zimtbaumes erfuhr bereits gegen Ende des 19. Jahrhunderts einen Aufschwung, als die British North Borneo Company damit begann, das Gewürz nach Europa zu exportieren.
Keningau war eines der wichtigsten Verwaltungszentren der Briten in den frühen Jahren des 20. Jahrhunderts. Auch die Japaner nutzten Keningau als Regierungszentrum während der Besetzung von Sabah im Zweiten Weltkrieg.
Das Dorf Nuntunan bei Apin-Apin hatte die Nummer „44“ in der britischen Verwaltung. Die Zahl gab die Entfernung (44 Kilometer) von Tenom an. Nuntunan wurde auch „Office“ genannt, weil das Verwaltungsgebäude der Briten am Ufer des Apin-Apin-Flusses lag. Die Japaner übernahmen während der Besetzung Sabahs das Gebäude für ihre eigene Verwaltung. Als die Briten nach der Kapitulation der Japaner zurückkehrten, ergaben sich die noch in der Gegend verbliebenen Japaner in Nuntunan. Obwohl der Sachverhalt niemals genau untersucht wurde, sind einige Einwohner bis heute davon überzeugt, dass die Japaner vor ihrem Rückzug ihre Waffen und Gold in der teilweise sehr schwer zugänglichen Umgebung des Dorfes vergraben hatten.
Am Morgen des 26. Dezember 1996 verwüstete der tropische Wirbelsturm Greg weite Landstriche von Sabah. Am schlimmsten traf es Keningau. Greg löste eine riesige Schlammlawine aus, die mehrere kampung unter sich begrub, 302 Todesopfer forderte und mehr als 3000 Einwohner obdachlos machte.

## Sehenswürdigkeiten

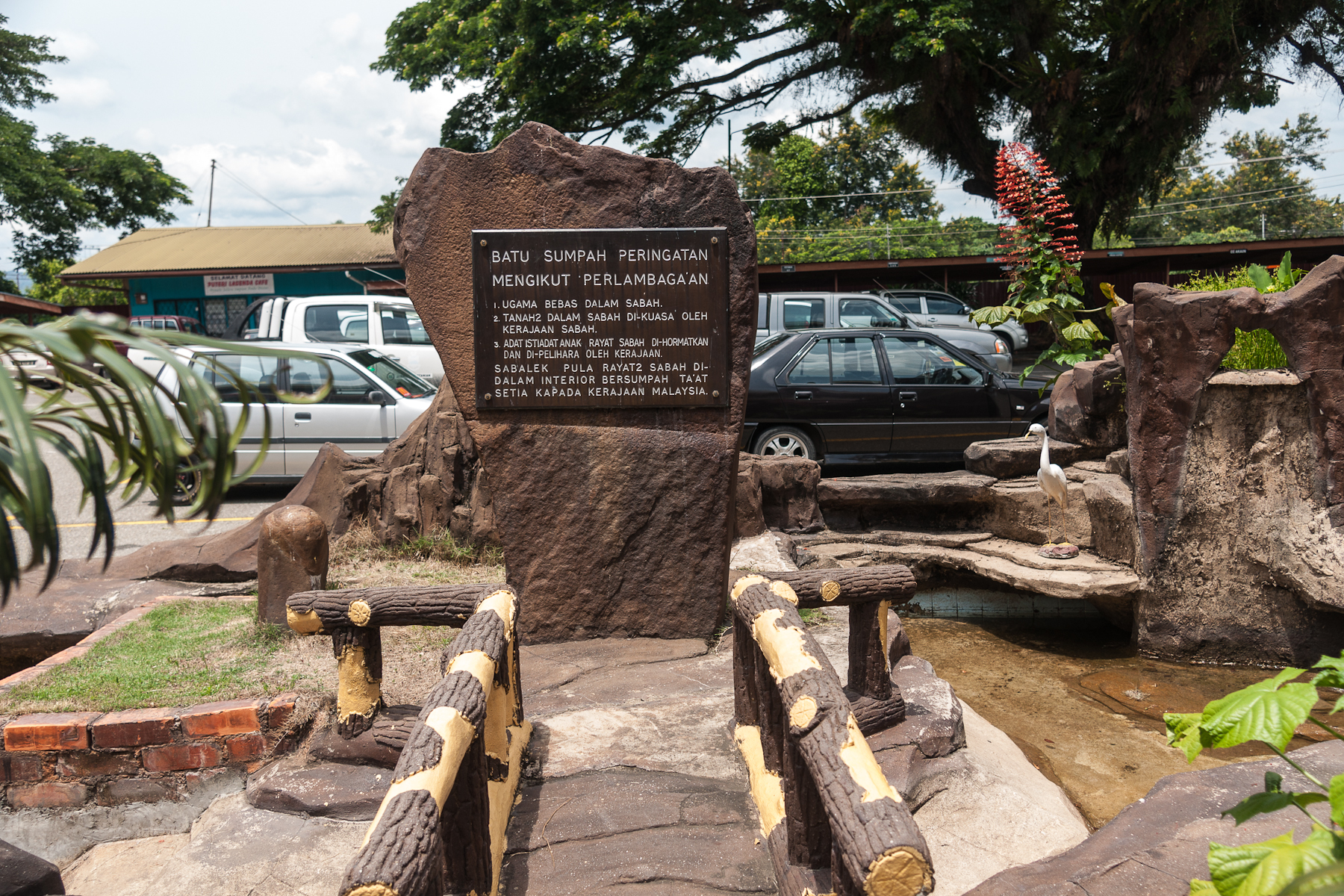
Batu Sumpah Keningau (Keningau Oath Stone)

### Keningau Oath Stone
Der Keningau Oath Stone (Schwurstein) ist ein Denkmal, das an die Sabah zugesicherten Garantien erinnert, die zur Gründung Malaysias beigetragen haben. Das am 31. August 1964 eingeweihte Denkmal steht auf dem Gelände des Distrikt Office von Keningau.

## Wirtschaft
Die Wirtschaft von Keningau ist land- und forstwirtschaftlich geprägt.

## Infrastruktur
Keningau ist durch den Kimanis-Keningau Highway bzw. die Tambunan Road (Malaysia Federal Route 500) mit dem 138 Kilometer entfernten Kota Kinabalu verbunden. Keningau ist 67 Kilometer von Nabawan, 35 Kilometer von Sook und 48 Kilometer von Tenom entfernt.
Keningau besitzt einen kleineren Flugplatz (Keningau Airport, IATA-Flughafencode: KGU, ICAO-Code: WBKG) mit einer Graspiste von 872 m Länge. Der Flugplatz wurde allerdings zuletzt in den 1970er Jahren von Malaysia Airlines angeflogen. Er wurde mittlerweile zu einem Privatflugplatz des Sabah Flying Club umgewandelt.

## Persönlichkeiten
- Rayzam Shah Wan Sofian (* 1988), Hürdenläufer